# Alsophila japonensis
Alsophila japonensis là một loài bướm đêm trong họ Geometridae.